# Данієле Муза
Данієле Муза (італ. Daniele Musa; нар. 10 вересня 1972) — колишній італійський тенісист.
Найвищу одиночну позицію світового рейтингу — 133 місце досяг 19 червня 1995, парну — 338 місце — 18 травня 1998 року.

## Титули на челленджерах

### Одиночний розряд: (1)
| Ранг | Рік  | Турнір           | Покриття | Суперник | Рахунок  |
| ---- | ---- | ---------------- | -------- | -------- | -------- |
| 1.   | 1994 | Ресіфі, Бразилія | Тверде   | Даг Флек | 6–1, 6–4 |

### Парний розряд: (1)
| Ранг | Рік  | Турнір            | Покриття | Партнер            | Суперники                  | Рахунок       |
| ---- | ---- | ----------------- | -------- | ------------------ | -------------------------- | ------------- |
| 1.   | 1997 | Монтобан, Франція | Ґрунт    | Габріо Кастрікелла | Ларс Реманн Аттіла Шавольт | 5–7, 6–2, 6–3 |